# TV Cidade Verde Picos
TV Cidade Verde Picos é uma emissora de televisão brasileira sediada em Picos, cidade do estado do Piauí. Opera no canal 5.1 (16 UHF digital) e é afiliada ao SBT. Pertence ao Grupo Cidade Verde, que também controla a TV Cidade Verde de Teresina, dentre outras empresas. Seus estúdios estão localizados às margens da Rodovia BR-316, no bairro Boa Sorte, e sua antena de transmissão está no alto do Morro da AABB, no bairro Catavento.

## História
A concessão para uma geradora de televisão em Picos foi outorgada pelo presidente Luiz Inácio Lula da Silva em 2 de julho de 2003, após concorrência pública vencida pela Web Comunicação Ltda., pertencente aos familiares do empresário piauiense Francisco Maia Farias, e funcionaria no canal 2 VHF analógico. Transmissões experimentais chegaram a ocorrer em 2015, com a programação da Polishop TV, porém, a emissora nunca foi implantada oficialmente. Com a transição para o sinal digital, o Ministério da Ciência, Tecnologia, Inovações e Comunicações emitiu uma licença para o canal 16 UHF, através de portaria publicada em 15 de dezembro de 2017.
Em 2021, o Grupo Cidade Verde assumiu o controle da concessão, e em 20 de maio, implantou uma retransmissora da TV Cidade Verde de Teresina, substituindo a antiga que funcionava pelo canal 9 VHF, que foi desativado, e nos meses seguintes, com vistas à produção de programação local, foram construídos estúdios para a emissora e contratados vários profissionais.
A TV Cidade Verde Picos foi inaugurada oficialmente em 25 de abril de 2022, com a estreia de sua programação regular, inicialmente composta pelos telejornais Notícia de Picos, apresentado por Jeandra Portela, e Jornal de Picos, apresentado por Clebson Lustosa, também responsável pela direção de jornalismo da emissora.

## Sinal digital
| Canal virtual | Canal digital | Resolução de tela | Programação                                          |
| ------------- | ------------- | ----------------- | ---------------------------------------------------- |
| 5.1           | 16 UHF        | 1080i             | Programação principal da TV Cidade Verde Picos / SBT |
| 5.2           | 16 UHF        | 1080i             | Rádio Cidade Verde                                   |
| 5.3           | 16 UHF        | 1080i             | Rádio CV Mais                                        |

A época de sua ativação, ainda como retransmissora da TV Cidade Verde, o canal 16 UHF possuía a sua programação principal no subcanal 5.1, e no 5.2, era veiculada a programação da Rádio Cidade Verde. Em 2 de abril de 2022, passou a ser veiculada também a programação da Rádio CV Mais no subcanal 5.3.

## Programas
Além de retransmitir a programação nacional do SBT, a TV Cidade Verde Picos produz e exibe em 2024 os seguintes programas:
- Notícia de Picos: Telejornal, apresentação de Jeandra Portela; e reportagens de: Carmo Neto
- Jornal de Picos: Telejornal, com Clebson Lustosa; e reportagens de Victória Saldanha e Nágyla Santos.

Retransmitidos da TV Cidade Verde
- Tem de Tudo na TV: Programa de variedades, com Shirley Evangelista;
- Cidade Verde Esporte: Jornalístico esportivo, com Herbert Henrique;
- Jornal do Piauí: Telejornal, com Joelson Giordani;[9]
- Jornal Cidade Verde: Telejornal, com Najla Fernandes;
- Piauí Que Trabalha: Jornalístico, com Gorete Santos e Francisco José